# 正門里駅
正門里駅（チョンムンニえき）は朝鮮民主主義人民共和国平安北道新義州市に位置する朝鮮民主主義人民共和国鉄道省徳峴線の駅である。

## 隣の駅
朝鮮民主主義人民共和国鉄道省
徳峴線
南新義州駅 - 正門里駅 - 義州駅